# Liolaemus chacoensis
Liolaemus chacoensis — вид ігуаноподібних ящірок родини Liolaemidae. Мешкає в Південній Америці.

## Поширення і екологія
Liolaemus chacoensis мешкають на південному сході Болівії, в Парагваї та на північному заході і в центрі Аргентини (на південь до північного Сан-Луїса). Вони живуть в сухих тропічних і субтропічних лісах Чако. Зустрічаються на висоті від 250 до 800 м над рівнем моря. Живляться комахами.